# Kvalifikationsramme for Livslang Læring
Kvalifikationsrammen for Livslang Læring er siden 2007 i Danmark en måde systematisk at niveaudele uddannelser udbudt i det officielle uddannelsessystem. Uddannelser, der ikke indgår i det officielle uddannelsessystem, har siden 2019 mod et gebyr kunne få niveauet fastlagt af Danmarks Akkrediteringsinstitution, der hører under Uddannelsesministeriet. Rammen er skabt for at skabe overblik over det danske uddannelsessystem og for at kunne sammenligne danske uddannelser med udenlandske på samme niveau, da rammen refererer til Den Europæiske Kvalifikationsramme.
Rammen går fra niveau 1 til niveau 8, hvor 1 svarer til en grundskoleeksamen, mens niveau 8 svarer til den danske forskeruddannelsesgrad Ph.d.